# Багрев, Денис Сергеевич
Денис Сергеевич Багрев (род. 1 мая 1980) — киргизский легкоатлет, специалист по бегу на средние и длинные дистанции, кроссу и марафону. Выступал на профессиональном уровне в 1999—2014 годах, чемпион Центральноазиатских игр в Душанбе, многократный победитель и призёр первенств республиканского значения, действующий рекордсмен страны в дисциплине 3000 метров, участник ряда крупных международных стартов. Мастер спорта Кыргызской Республики.

## Биография
Денис Багрев родился 1 мая 1980 года.
Дебютировал на международном уровне в сезоне 1999 года, когда вошёл в состав киргизской сборной и выступил на чемпионате мира по кроссу в Белфасте, где в гонке юниоров занял 128-е место.
В 2000 году принимал участие в чемпионате мира по полумарафону в Веракрусе, сошёл с дистанции.
В 2001 году показал 125-й результат на кроссовом чемпионате мира в Останде и 106-й результат на чемпионате мира по полумарафону в Бристоле.
В 2002 году в беге на 3000 метров одержал победу на чемпионате Киргизии в Бишкеке.
В 2003 году занял 113-е место на кроссовом чемпионате мира в Лозанне, в беге на 5000 метров финишировал восьмым на чемпионате Азии в Маниле, превзошёл всех соперников на Центральноазиатских играх в Душанбе. Выполнил норматив «Мастера спорта Кыргызской Республики».
В 2004 году на чемпионате Азии в помещении в Тегеране стал седьмым и четвёртым в дисциплинах 1500 и 3000 метров соответственно. Участвовал в чемпионате мира по кроссу в Брюсселе, где занял 110-е место в коротком забеге. В дисциплине 5000 метров вновь выиграл чемпионат Киргизии в Бишкеке, тогда как на Мемориале братьев Знаменских в Казани установил рекорд страны — 8:05.98.
В 2005 году отметился победами на дистанциях 1500 и 3000 метров на зимнем чемпионате Киргизии в Бишкеке, в третий раз выиграл 5000 метров на летнем чемпионате. Среди прочего выступил на чемпионате Азии в Инчхоне, где показал 13-й результат на дистанции 1500 метров и седьмой результат на дистанции 5000 метров.
В 2006 году в беге на 3000 метров был четвёртым на чемпионате Азии в помещении в Патайе, занял 82-е место на чемпионате мира по кроссу в Фукуоке, бежал 1500 и 5000 метров на Азиатских играх в Дохе.
На чемпионате Азии 2007 года в Аммане стал седьмым в дисциплине 1500 метров и девятым в дисциплине 5000 метров. На Азиатских играх в помещениях в Макао финишировал седьмым на дистанциях 1500 и 3000 метров.
В 2008 году с личным рекордом 1:05:08 занял 14-е место на полумарафоне в Варшаве, с результатом 2:34:09 стал 14-м на марафоне в Салониках.
В 2009 году на зимнем чемпионате России в Москве установил рекорд Киргизии в беге на 3000 метров в помещении — 8:08.44.
В 2011 году был шестым на полумарафоне в Душанбе, четвёртым на Подгорицком марафоне.
В 2012 году с личным рекордом 2:25:04 пришёл к финишу восьмым на Белоцерковском марафоне.
В 2013 году стал третьим на полумарафоне в Душанбе.
В 2014 году на полумарафоне в Душанбе финишировал седьмым. На этом завершил спортивную карьеру.
Приходится старшим братом известному киргизскому горнолыжнику Максиму Гордееву.